# Ustrój polityczny Portugalii

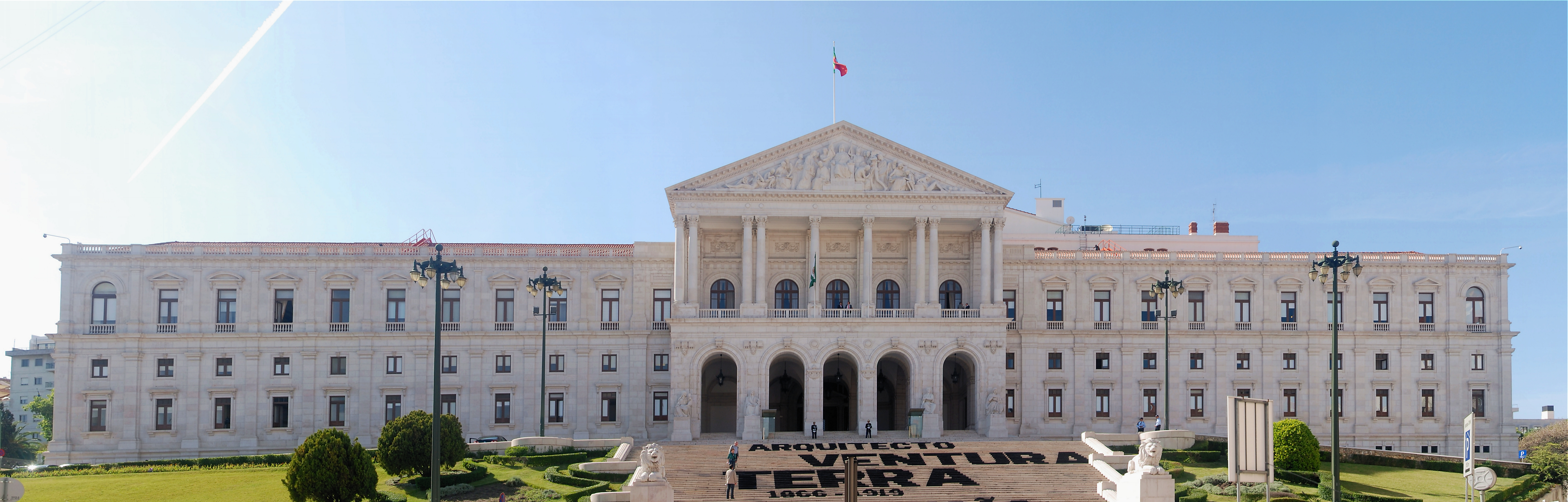
Zgromadzenie Republiki (parlament)

Ustrój polityczny Portugalii - zgodnie z konstytucją z 1976 (wielokrotnie nowelizowaną) Portugalia jest republiką. Na czele państwa stoi prezydent, wybierany na 5-letnią kadencję w wyborach powszechnych i bezpośrednich (nie może kandydować na 3. kadencję z rzędu). Ma on realne kompetencje jako strażnik systemu ustrojowego państwa. Władzę ustawodawczą sprawuje jednoizbowy parlament - Zgromadzenie Republiki (180 - 230 członków), wyłaniany w wyborach powszechnych, bezpośrednich i równych, według systemu proporcjonalnego, w głosowaniu tajnym, na 4-letnią kadencję. Do jego kompetencji należy przede wszystkim uchwalanie ustaw, statutów regionów i budżetu Portugalii oraz kontrola działalności rządu i administracji. Władza wykonawcza należy do rządu. Prezydent — uwzględniając wynik wyborów do parlamentu — powołuje premiera, a na jego wniosek — ministrów. Wymiar sprawiedliwości sprawują niezawisłe sądy (m.in.: Najwyższy Trybunał Sprawiedliwości, Najwyższy Trybunał Administracyjny, Trybunał Obrachunkowy). Azory i Madera są regionami autonomicznymi; każdy z nich ma własny statut i organa władzy (zgromadzenie ustawodawcze i rząd o kompetencjach wewnętrznych).